# Ferdinand Demus-Moran
Ferdinand Demus-Moran (St. Pölten, 27. ožujka 1868. – Bad Reichenhall, 19. siječnja 1946.) je bio austrougarski general i vojni zapovjednik. Tijekom Prvog svjetskog rata obnašao je dužnost načelnika stožera I. korpusa, 7. i 4. armije, te je zapovijedao 10. pješačkom brigadom na Istočnom i Talijanskom bojištu.

## Vojna karijera
Ferdinand Demus-Moran je rođen 27. ožujka 1868. u St. Pöltenu. Vojnu naobrazbu stekao je pohađajući Terezijansku vojnu akademiju u Bečkom Novom Mjestu. Po završetku iste, od 1886. raspoređen je na službu u 49. pješačku pukovniju gdje služi iduće tri godine. Pohađa i Ratnu vojnu školu u Beču, nakon čega je raspoređen na stožerne dužnosti. Godine 1905. imenovan je načelnikom stožera 34. pješačke divizije smještene u Przemyslu, dok je u svibnju 1910. promaknut u čin pukovnika. Godine 1913. postaje načelnikom stožera I. korpusa pod zapovjedništvom Eduarda Böhm-Ermollija koju dužnost obnaša i na početku Prvog svjetskog rata. 

## Prvi svjetski rat
Na početku Prvog svjetskog rata I. korpus kojim je zapovijedao Karl Kirchbach i u kojem je služio Demus Moran raspoređen je u sastav 1. armije kojom je na Istočnom bojištu zapovijedao Viktor Dankl. U sastavu I. korpusa sudjeluje u austrougarskoj pobjedi u Bitci kod Krasnika, te do kraja godine u povlačenju prema rijeci San i zaustavljanju ruske ofenzive iz smjera Varšave i Ivangoroda. Tijekom 1915. I. korpus sudjeluje u ofenzivi Gorlice-Tarnow, te tijekom rujna u borbama oko Rovna. U svibnju 1916. Demus-Moran premješten je zajedno s I. korpusom na Talijansko bojište gdje sudjeluje u Tirolskoj ofenzivi da bi ubrzo u lipnju ponovno bio premješten na Istočno bojište radi zaustavljanja Brusilovljeve ofenzive. 
U rujnu 1916. imenovan je načelnikom stožera 7. armije na kojoj dužnosti se nalazi svega mjesec dana. Potom, u ožujku 1917., istodobno s imenovanjem Karla Kirchbacha za zapovjednikom 4. armije, postaje načelnikom stožera navedene armije. Navedenu dužnost obnaša do njezinog raspuštanja u ožujku 1917. godine. U međuvremenu je, u lipnju 1917., promaknut u čin general bojnika. Nakon raspuštanja 4. armije imenovan je zapovjednikom 10. pješačke brigade. Navedena brigada nalazila se na Talijanskom bojištu u sastavu 5. pješačke divizije, te u sastavu iste sudjeluje u lipnju u Bitci na Piavi, te u listopadu u Bitci kod Vittoria Veneta. 

## Poslije rata
Nakon završetka rata Demus-Moran je s 1. siječnjem 1919. umirovljen. Preminuo je 19. siječnja 1946. u 78. godini života u Bad Reichenhallu.

## Vanjske poveznice
(njem.) Ferdinand Demus-Moran na stranici Weltkriege.at

(njem.) Ferdinand Demus-Moran na stranici Archivinformationssystem.at

(češ.)
Ferdinand Demus-Moran na stranici Valka.cz